# Lještar
Leshtar en albanais et Lještar en serbe latin (en serbe cyrillique : Љештар) est une localité du Kosovo située dans la commune/municipalité de Kamenicë/Kosovska Kamenica, district de Gjilan/Gnjilane (Kosovo) ou district de Kosovo-Pomoravlje (Serbie). Selon le recensement kosovar de 2011, elle compte 446 habitants.

## Démographie

### Évolution historique de la population dans la localité
| 1948 | 1953 | 1961 | 1971 | 1981 | 1991 | 2011 |
| ---- | ---- | ---- | ---- | ---- | ---- | ---- |
| 391  | 435  | 440  | 492  | 495  | 541  | 446  |

|  |

### Répartition de la population par nationalités (2011)
En 2011, les Albanais représentaient 80,49 % de la population, les Serbes 10,99 % et les Roms 7,62 %.